# Léka (ort)
Léka (Leka) är en ort i Grekland.   Den ligger i prefekturen Nomós Sámou och regionen Nordegeiska öarna, i den östra delen av landet, 260 km öster om huvudstaden Aten. Léka ligger 248 meter över havet och antalet invånare är 412. Den ligger på ön Samos.
Terrängen runt Léka är varierad. Havet är nära Léka åt nordväst. Runt Léka är det ganska tätbefolkat, med 65 invånare per kvadratkilometer. Närmaste större samhälle är Néon Karlovásion, 2,6 km nordost om Léka. 